# فرد ولر
فرد ولر (به انگلیسی: Fred Weller) (زاده ۱۸ آوریل ۱۹۶۶) بازیگر آمریکایی است.
از فیلم‌هایی که وی در آن نقش داشته‌است می‌توان به اصول مراقبت اشاره کرد.